# Watermelon Man (film)
Pour l’article homonyme, voir Watermelon Man.
Pour plus de détails, voir Fiche technique et Distribution.
Watermelon Man est un film américain réalisé par Melvin Van Peebles et sorti en 1970.

## Synopsis
Un homme blanc, qui est profondément raciste, qui se réveille dans la peau d'un noir et se trouve rejeté par ses amis, ses collègues et sa famille.

## Fiche technique
- Réalisation : Melvin Van Peebles
- Scénario : Herman Raucher
- Distribution : Columbia Pictures
- Musique : Melvin Van Peebles
- Montage :  Carl Kress
- Durée : 98 minutes
- Date de sortie 27 mai 1970

## Distribution
- Godfrey Cambridge : Jeff Gerber
- Estelle Parsons : Althea Gerber
- Howard Caine : M. Townsend
- D'Urville Martin : le chauffeur de bus
- Charles Lampkin : Dr Catlin
- Kay Kimberley
- Mantan Moreland
- Mae Clarke

## Bande son
Toutes les chansons sont écrites et composées par Melvin Van Peebles.
| 1. | Love, that's America | 4:55 |
| 2. | Great Guy            | 2:34 |
| 3. | Eviction Scene       | 5:21 |
| 4. | Soul'd on You        | 3:43 |

| Face 2 | Face 2                 | Face 2 | Face 2 | Face 2 | Face 2 | Face 2 | Face 2 | Face 2 | Face 2 |
| No     | Titre                  | Durée  |        |        |        |        |        |        |        |
| ------ | ---------------------- | ------ | ------ | ------ | ------ | ------ | ------ | ------ | ------ |
| 1.     | Where are the Children | 3:39   |        |        |        |        |        |        |        |
| 2.     | Erica's Theme          | 2:41   |        |        |        |        |        |        |        |
| 3.     | Fugue 1                | 2:09   |        |        |        |        |        |        |        |
| 4.     | Fugue 2                | 2:37   |        |        |        |        |        |        |        |
| 5.     | Fugue 3                | 4:36   |        |        |        |        |        |        |        |
| 31:51  |                        |        |        |        |        |        |        |        |        |

## Récompenses et distinctions
- Meilleure bande son aux Image Awards en 1970
- Estelle Parsons a été nommée pour le British Academy Film Award de la meilleure actrice dans un second rôle en 1971

## Article annexe
- Agathe Cléry